# Yuxarı Tüləkəran
Yuxarı Tüləkəran è un comune dell'Azerbaigian situato nel distretto di Quba. Conta una popolazione di 421 abitanti.